# Line Cube Shibuya
Il Line Cube Shibuya, noto in precedenza con i nomi Shibuya Kōkaidō e C.C. Lemon Hall, è un edificio di Shibuya, a Tokyo, inaugurato nel 1964 per ospitare le gare di sollevamento pesi dei Giochi della XVIII Olimpiade e in seguito riadattato come sede di concerti musicali.

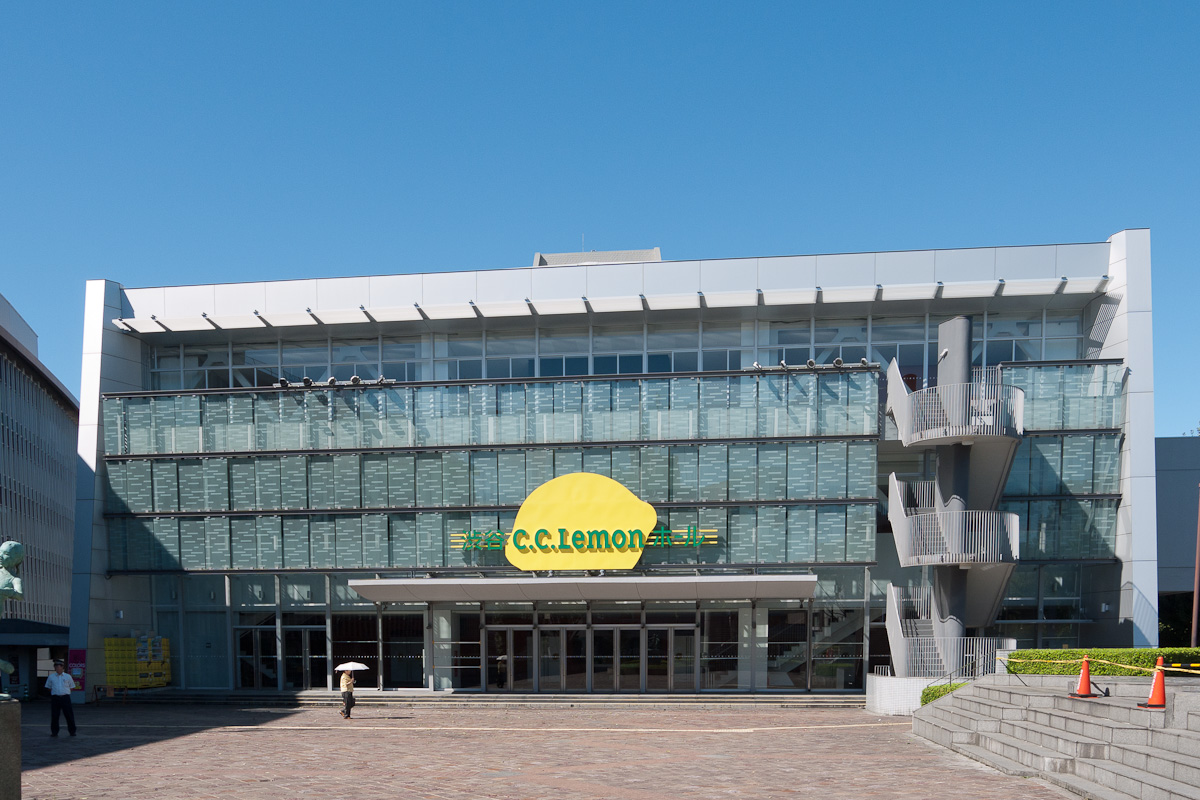
Il C.C. Lemon Hall di Shibuya nel 2011

Fu sponsorizzato dalla Dentsu e dalla Suntory, che rinominarono l'edificio C.C. Lemon Hall dal 2006 al 2011 con un finanziamento di 80 milioni di yen. Chiuso il 4 ottobre del 2015 per la ristrutturazione, riaprì il 13 ottobre del 2019 con il nome Line Cube Shibuya, finanziato dalla compagnia di rappresentanza Amuse Inc., la Line Corporation e la Pacific Art Center fino al 31 marzo 2029.
Nella sala si esibirono molti cantanti e gruppi musicali: citiamo Stevie Wonder e Martha and the Vandellas nel 1968, Rory Gallagher nel 1975, gli Iron Maiden nel 1982, George Duke e gli U2 nel loro War Tour nel 1983, gli A-ha nel 1986 e numerosi altri.
Inoltre fu la sede, nel 1967 e 1968, del Japan Record Award.